# Riddes
Riddes és un municipi del cantó suís del Valais, al districte de Martigny.